# 伊尔凡·阿坦
伊尔凡·阿坦（土耳其語：İrfan Atan，1928年1月1日—2004年4月12日），土耳其男子摔跤运动员。他曾代表土耳其参加世界摔跤锦标赛，获得一枚铜牌。他也曾参加1952年夏季奥林匹克运动会。